# Superkubok Rossii 2009
La Supercoppa di Russia 2009 (ufficialmente in russo Суперкубок России 2009?, Superkubok Rossii 2009) è stata la settima edizione della Supercoppa di Russia.
Si è svolta il 7 marzo 2009 allo Stadio Lužniki di Mosca tra il Rubin, vincitore della Prem'er-Liga 2008, e il CSKA Mosca, vincitore della Coppa di Russia 2007-2008.
A conquistare il titolo è stato il CSKA Mosca che ha vinto per 2-1 dopo i tempi supplementari; nei tempi regolamentari hanno segnato prima Deividas Šemberas per la squadra di Mosca e poi Roman Šaronov per quella di Kazan', nel corso del secondo tempo supplementare Tomáš Necid ha realizzato la rete del definitivo 2-1 per il CSKA Mosca.

## Tabellino
| Arbitro: | Suchina (Malachovka) |

|             |           |                         |
| Šaronov 62’ | Marcatori | 43’ Šemberas 113’ Necid |

| Rubin Kazan' | CSKA Mosca |

### Formazioni
| Rubin:          |    |                     |           |     |
|                 |    |                     |           |     |
| P               | 77 | Sergej Ryžikov      | 90’       |     |
| D               | 9  | Lasha Salukvadze    |           |     |
| D               | 4  | César Navas         |           |     |
| D               | 76 | Roman Šaronov       |           |     |
| D               | 27 | Dato Kvirkvelia     |           |     |
| C               | 6  | MacBeth Sibaya      | 81’       |     |
| C               | 7  | Sergej Semak (c)    |           |     |
| C               | 16 | Christian Noboa     | 67’       | 98’ |
| C               | 14 | Serhij Rebrov       |           | 61’ |
| C               | 5  | Pëtr Bystrov        |           | 46’ |
| A               | 21 | Roman Adamov        | 14’       |     |
| A disposizione: |    |                     |           |     |
| P               | 30 | Evgenij Čeremisin   |           |     |
| D               | 3  | Cristian Ansaldi    |           |     |
| C               | 15 | Aleksandr Rjazancev |           | 61’ |
| C               | 23 | Evgenij Baljajkin   |           |     |
| C               | 32 | Andrej Gorbanec     | 115’      | 98’ |
| C               | 61 | Gökdeniz Karadeniz  | 98’, 105’ | 46’ |
| A               | 11 | Aleksandr Bucharov  |           |     |
| Allenatore:     |    |                     |           |     |
| Gurban Berdiýew |    |                     |           |     |

| CSKA Mosca:     |    |                    |      |      |
|                 |    |                    |      |      |
| P               | 35 | Igor' Akinfeev (c) |      |      |
| D               | 2  | Deividas Šemberas  | 94’  |      |
| D               | 24 | Vasilij Berezuckij | 40’  |      |
| D               | 4  | Sergej Ignaševič   |      |      |
| D               | 6  | Aleksej Berezuckij | 86’  |      |
| D               | 42 | Georgij Ščennikov  |      |      |
| C               | 25 | Elvir Rahimić      |      | 104’ |
| C               | 10 | Alan Dzagoev       | 73’  | 78’  |
| C               | 17 | Miloš Krasić       |      | 78’  |
| C               | 18 | Jurij Žirkov       |      |      |
| A               | 9  | Vágner Love        |      |      |
| A disposizione: |    |                    |      |      |
| P               | 33 | Evgenij Pomazan    |      |      |
| D               | 15 | Chidi Odiah        |      |      |
| C               | 5  | Ramón              |      | 104’ |
| C               | 7  | Daniel Carvalho    |      | 78’  |
| C               | 11 | Pavel Mamaev       |      |      |
| C               | 88 | Caner Erkin        |      |      |
| A               | 89 | Tomáš Necid        | 113’ | 78’  |
| Allenatore:     |    |                    |      |      |
| Zico            |    |                    |      |      |